# 빈첸초 스카모치

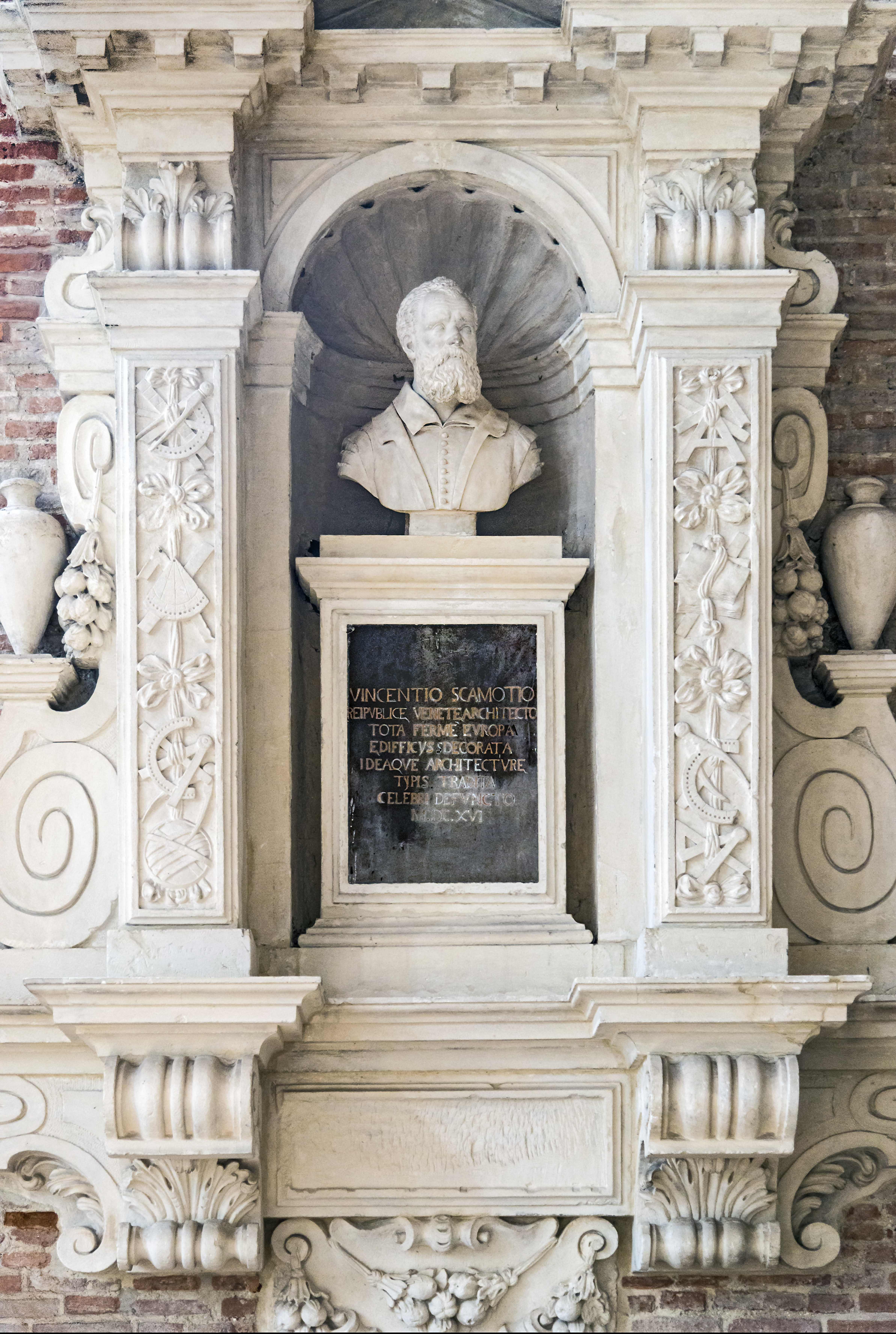
빈센조 스카모치 기념물

빈첸초 스카모치(이탈리아어: Vincenzo Scamozzi, 1548년 9월 2일 ~ 1616년 8월 7일)는 베네치아 공화국의 건축가이자 건축 이론가이다. 주로 비첸차와 베네치아 공화국에서 활약하였다. 1580년에 스승인 안드레아 팔라디오(Andrea Palladio)가 사망하자 테아트로 올림피코를 비롯하여 팔라디오가 끝마치지 못한 건축 프로젝트를 이어받아 완성시켰다. 발다사레 론게나(Baldassare Longhena)가 스카모치의 유일한 제자이다.